# الیور استیرل
الیور استیرل (انگلیسی: Oliver Stierle؛ زادهٔ ۱۳ ژوئن ۱۹۸۳) بازیکن فوتبال اهل آلمان است.
از باشگاه‌هایی که در آن بازی کرده‌است می‌توان به باشگاه فوتبال بایرن مونیخ ۲ اشاره کرد.